# Djebel Bourbah
Le djebel Bourbah (arabe : جبل بورباح), ou mont Bourbah, est une montagne située dans le gouvernorat de Jendouba, dans le Nord-Ouest de la Tunisie. Elle culmine à 728 mètres d'altitude.
Elle est entourée au sud-est par la ville d'Oued Meliz et au nord-est par la ville de Touiref, qui appartient au gouvernorat du Kef.
Un incendie a ravagé, le 25 juillet 2014, cinquante hectares du territoire forestier de cette montagne.